# Vabres, Gard
Vabres là một xã trong vùng Occitanie. Xã Vabres, Gard nằm ở khu vực có độ cao trung bình 350 mét trên mực nước biển.